# Паротяг (конфігурація клітинного автомата)
Паротяг (англ. puffer) — клас змін у грі «Життя» та інших споріднених їй клітинних автоматах: об'єкт, який рухається полем подібно до космічного корабля, але при цьому ще й залишає за собою «вихлопи» — слід з інших об'єктів.
Паротяги поділяють на чисті та брудні. Чистий паротяг залишає «акуратний» слід із легко помітною періодичністю; брудний — складний хаотичний слід.
Паротяги, що залишають слід виключно з космічних кораблів, називають граблями.

## У грі «Життя»
Назву для цього гіпотетичного класу конфігурацій придумав винахідник гри «Життя» Джон Конвей ще до того, як подібні конфігурації було знайдено. Перший паротяг (чистий) побудував 1971 року Білл Госпер.
|  |  |

## В інших клітинних автоматах
У модифікації гри «Життя» з правилом переходу B368/S245, відомій як Move або Morley, існує чистий паротяг із дуже простою стартовою конфігурацією всього з 6 живих клітин, що часто мимоволі народжується за випадкового початкового заповнення поля:
Він має період 170 і рухається зі швидкістю 13c / 170, залишаючи за собою слід із однакових осциляторів, що мають період 2.